# هنر فمینیستی

نماد هنر فمینیستی

هنر فمینیستی از برجسته‌ترین جریان‌های هنری موضوع‌گرا در جنبش هنری معاصر است که همگام با جنبش‌های فمینیستی شکل گرفت.
نظریه هنری فمینیستی یک مجموعه فکری منسجم است که تأثیر شگرفی بر تکامل نقد هنری به مفهوم کلی‌اش بر جای نهاد.
هنرمندان فمینیست امروزه اغلب از رسانه‌های بیانی و هنری جدید و کم‌تر متعارف استفاده می‌کنند و سنتهای رایج نقاشی و مجسمه‌سازی را به چالش می‌کشند؛ ابزارهایی نظیر هنر چیدمان، هنر ویدئو و هنر اجرا.

## نظریه هنری فمینیستی

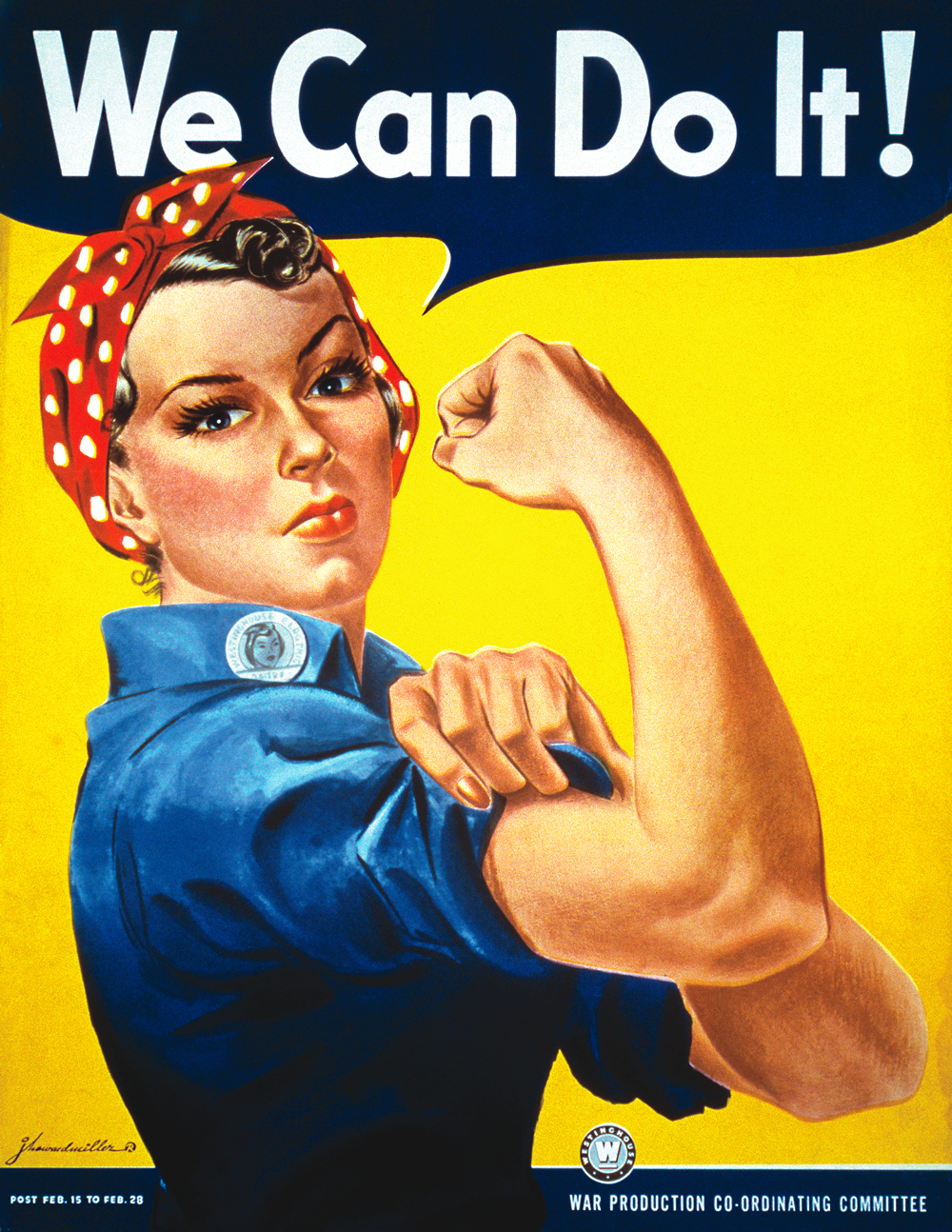
می‌توانیم انجامش دهیم!

هنر جدید فمینیستی اختلاف عمیقی با آن نوع هنر زن‌گرا که تا آن هنگام در عرصه هنر معاصر جهان رایج بود دارد. هنر فمینیستی به جای آنکه صرفاً بر ضمیر هنرمند تمرکز کند، به مجموعه عوامل تأثیرگذار بر اثر هنری توجه دارد. این نظریه هنری، ارزیابی و نقد هنر را در صورتی درست می‌داند که در ارتباط با سایر پدیده‌ها و در تمامیت مستقل و منفک اثر باشد.
نظریه هنری فمینیستی یک مجموعه فکری منسجم است که در خلاء تئوریک جهان هنر معاصر- پس از افول مارکسیسم- تأثیر شگرفی بر تکامل نقد هنری به مفهوم کلی‌اش بر جای نهاد.
هنر فمینیستی از آن رو جریان هنری جدیدی محسوب می‌شود که هنر زنان را از کنج خانه درآورده و وارد عرصه عمومی می‌کند، همچنین آن را ثبت و مستند می‌سازد و قابل نقد و بررسی.
هنرمندان فمینیست امروزه اغلب از رسانه‌های بیانی و هنری جدید و کم‌تر متعارف استفاده می‌کنند و سنتهای رایج نقاشی و مجسمه‌سازی را به چالش می‌کشند؛ ابزارهایی نظیر هنر چیدمان، هنر ویدئو و هنر اجرا.
گزیلدا پولاک و دبوراچریدو مورخ هنرمند فمینیست، دربارهٔ مقام زن در هنرهای زیبا، نکته‌ای گفته‌اند: «درفرهنگ والا ضمن بازنمایی خلاقیت به عنوان امری مردانه و پخش تصویر زن به عنوان تصویری زیبا برای نگاه تشنهٔ مردان به‌طور حساب شده‌ای منکر شناخت زنان به عنوان تولیدکنندگان فرهنگ و معنی می‌شوند.»
دیدگاه فمینیستی دیگری ناظر بر نگاه زنانهٔ ذاتی وجود دارد. زنان هنرمند در عالم مذکر سالارانهٔ هنر آموزش می‌بینند که بدین ترتیب هنرمند فمینیست دست کم دو وظیفه بر عهده خواهد داشت: نخست کشف کردن عنصر مذکر سالارانهٔ هنر مرسوم و دیگر نشان دادن تمایز میان تجربهٔ زنان از تجربهٔ مردان.
یکی دیگر از ثمره‌های هنر و نقد فمینیستی اصطلاح «نگاه خیرهٔ مردان» است. ایدهٔ «نگاه خیرهٔ مردان» از طرفی به نظریهٔ روانکاوی نیز مربوط می‌شود. نظریهٔ روانکاوی خود غالبا از هنر ابزاری می‌سازد برای ارضای آرزوهای ناخودآگاه. در عمل دیدن و دیده شدن، این مرد است که فعال است و زن منفعل می‌ماند. در ایجاد روابط قدرت، نگاه ابزار بسیار قدرتمندی به‌شمار می‌رود. در سنت حاکم در غرب، گویا آنکه خیره نگاه می‌کند بر آنکه خیره نگاه می‌شود اعمال نفوذ و قدرت می‌کند.
از نخستین مصادیق آثار هنری که در آن گویا نگاه خیرهٔ مردان از اهمیت برخوردار بوده مجسمهٔ «آفرودیت کنیدوسی» است که در حدود۳۵۰ ق-م ساخته شده.
بررسی دیدن و آنچه «نگاه خیره مردانه» شناخته شده این گمان را برانگیخته که توان نگاه کردن به دیگران نشانه‌ای از قدرت جنسی و اجتماعی است. تئوری‌های خیره نگریستن بر پویایی دیدن، بر برتری و کنترل آن بر ابژهٔ زیبایی شناختی پای می‌فشارد. در این تئوری‌ها از جداسازی خواهش و آرزو از خوشی می‌پرهیزند. نگاه خیرهٔ کامجویانه و آزمندانه را به اصل و گوهر زیبایی برمی‌گردانند.
هنر فمینیستی با وارونگی آگاهانهٔ کمابیش همهٔ ارزش‌های زیبایی شناختی به جنبش‌هایی در جهان هنر پیوست که آن جنبش‌ها با تاختن به هستهٔ مفهوم هنر همگان را سردرگم، شگفت زده و خشمگین ساخته‌اند.
نقش فمینیست‌ها در این چالش، این واقعیت که وضع تاریخی هنرمندان زن از بیخ و بن دگرگون شده، را بزرگ‌تر نشان می‌دهد. شمار زنانی که امروزه در هنر شرکت دارند در بیشتر فرم‌های هنری بسیار بیش‌تر از گذشته شده‌است. این نه تنها پیامد کاهش فرق‌گذاری آشکار جنسی است، به جهت پیکار چشم‌گیر کوشندگان فمینیست نیز هست. زنان تنها برای این که پیش داوری‌های دیرینه از میان رفته به جهان هنر کشانده نشده‌اند؛ آنان با پیکار، راهشان را باز کرده‌اند.
پیامد اثرگذاری جنبش‌های فمینیستی علاوه بر افزایش شمار هنرمندان فمینیست، پدید آمدن هنرمندان بیشمار بود که هنر را به کار می‌گرفتند تا به بررسی پویش خود جنسیت‌گرایی بپردازند. جنبه‌های دیگری از هویت مانند نژاد، قومیت و هویت جنسی را نیز هنرمندان امروزی زمینهٔ کار خود ساخته‌اند.
هنر ابزاری برای پرده برداشتن از جنبه‌هایی از جایگاه اجتماعی است که مانند انگاره‌های زنانگی و مردانگی در تاریخ فرهنگی، پرده‌ای بر آن افتاده و وارونه نمودار می‌شود.

### جنسیت

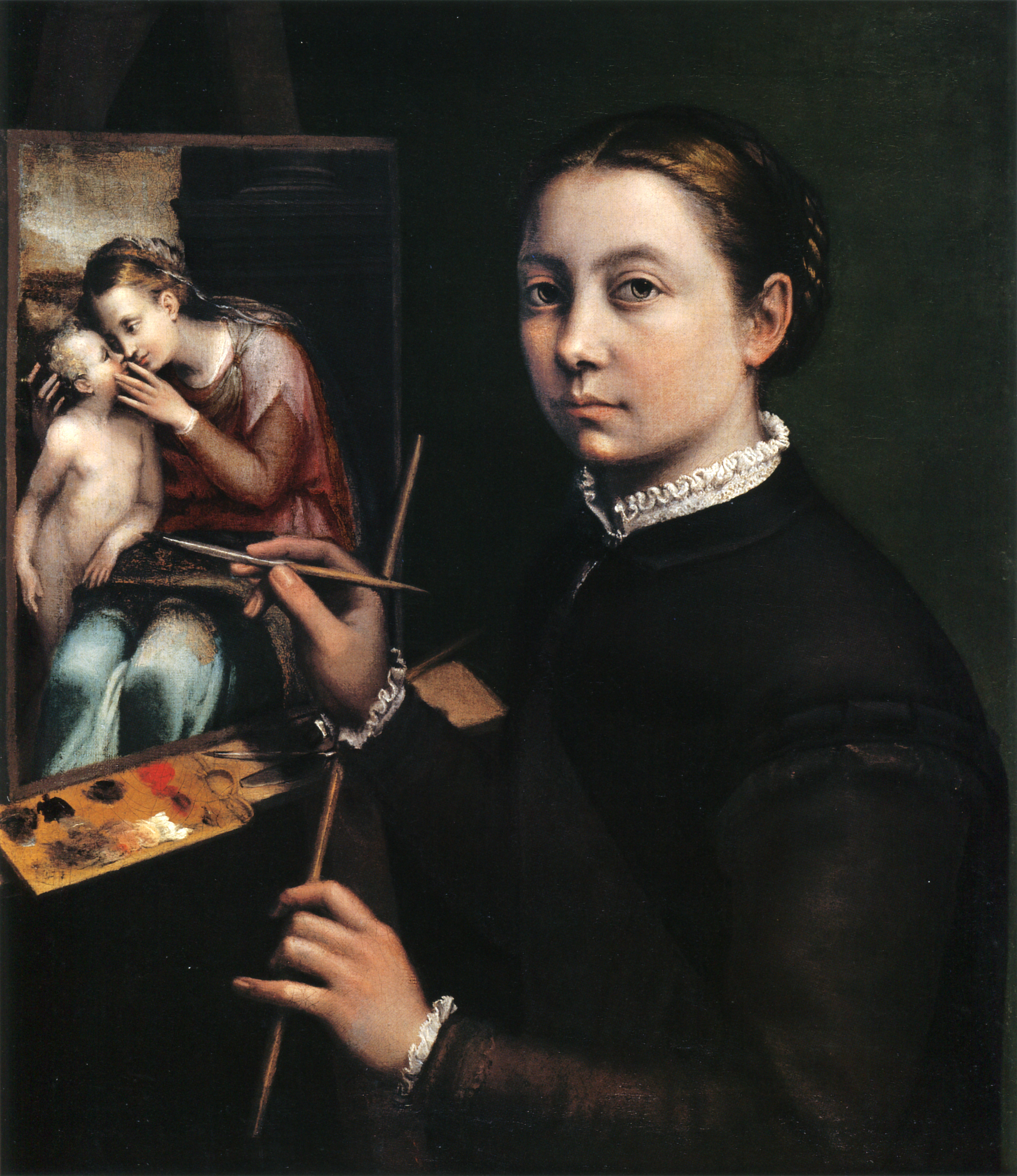

هر چند بازگشت به جنسیت در گفتمان فمینیستی چیزی آشناست، هنوز بر سر دامنهٔ این واژه بگو‍‍‍مگوهایی برپاست. نویسندگان سال‌های اول دههٔ ۷۰ میان سکچوالیته و جنسیت فرق گذاشتند. سکچوالیته اشاره بر دوگانگی بیولوژیکی و ریخت‌شناسانهٔ زن و مرد دارد و جنسیت اشاره به نقش‌های اجتماعی ناهمسانی دارد که فرهنگ‌ها مردمان خود را وادار به ایفای آن می‌کنند. اما برخی از فمینیستها عقیده دارند که حتی سکچوالیته مقوله‌ای بیشتر اجتماعی است تا فیزیولوژیک و واژهٔ جنسیت هرگز تنها به نقش‌های اجتماعی که به زنان و مردان واگذار شده اشاره ندارد، یعنی مردانگی (masculinity) و زنانگی (feminity) همیشه با نرینه (male) و مادینه (female) برابر نیست. گاهی دانشمندان دیدگاه‌های زنانهٔ رویاروی فرهنگ فراگیر زمانه را درون جنبش‌های هنری ویژه‌ای جای می‌دهند، اما نه تنها با وجود گوناگونی هنری آثار زنان نمی‌توان آن‌ها را دارای سبک واحدی دانست بلکه گوناگونی خود زنان نیز این کلیت بخشی را برنمی‌تابد.
زنان طبقه‌ای جداگانه با فرهنگی جدا از گروه‌های اجتماعی بزرگتر نیستند.
بافت در هم هویت فردی و گروهی همیشه جایگاه تاریخی و اجتماعی مانند، طبقه، دین، آیین، ملیت، نژاد و قوم را در بردارد که با جنسیت و هویت جنسی در هم می‌آمیزد.
با بررسی برداشت‌های سنتی از هنرمند درمی‌یابیم که آفرینندهٔ هنر همچون آرمانی مردانه سخت به جنسیت آلوده است. با وجود این واقعیت که همیشه زنان هنرمند وجود داشته‌اند، نمونهٔ برتر هنرمند بیشتر انگارهٔ آفریدگار مرد را به یاد می‌آورد، که در اوج شکوفایی خود ویژگی آشکارا مردانه «نبوغ» را داراست.
این برداشت در زمان رنسانس اروپا پدیدار شده و بیشترین گسترش را در عصر رمانتیک داشته و هنوز بر روش‌های فکری امروزین ما نفوذ دارد.

## تاریخ
نخستین بیانیه‌های این جنبش [در آمریکا]، در ابتدای دهه ۱۹۷۰ شکل گرفت. زنان هنرمند و تاریخ‌نویسان هنر زنان مجموعه پرسش‌هایی را دربارهٔ رابطه هنر و زنان عنوان کرده بودند. پرسش‌هایی نظیر:
- «چرا منزلت زنان به عنوان «هنرمند» تا این حد کم‌ارزش شمرده می‌شود؟»
- «اصولاً چرا تاریخ هنر، چندان زنان هنرمند برجسته‌ای به خود ندیده است؟»
- «از چه راه‌هایی تمایلات زن‌گرایی در هنر ارتقا خواهد یافت؟»
- «آیا هنر زنان باید به‌طور بنیادین با آنچه که هنرمندان جنس مخالف او می‌آفرینند متفاوت باشد؟»[۷]

در قرن‌های هجدهم و نوزدهم، شمار بسیاری از متفکران آگاه به مسائل اجتماعی مسئلهٔ انقیاد زنان را به پرسش گرفتند. دفاع از حقوق زن (۱۷۹۲)، اثر مری ولستون کرافت و انقیاد زنان(۱۸۶۹)، به قلم جان استوارت میل از جمله اسناد با اهمیتی به‌شمار می‌روند که به مخالفت جدی با تمایل فرهنگ غرب به سرکوب زنان می‌پردازند.
فمینیست‌ها که نگاه شکاکانه‌ای به تاریخ هنر دارند نخست این پرسش را پیش می‌کشند که: زنان هنرمند کجا هستند؟ شواهد و قراین مستندی در دست است که نشان می‌دهد در غرب زنان دست کم از دورهٔ رنسانس بدین سو به شکل حرفه‌ای به کار هنر مشغول بوده‌اند هرچند تعداد آن‌ها انگشت شمار است. با این وصف، کتاب‌های درسی هنر که تقریباً تا پیش از ۱۹۷۰ در اختیار دانشجویان تاریخ هنر قرار می‌گرفت کمتر حاوی آثاری از زنان هنرمند بود. برای مثال، جنسن، در فهرست اصلی و در ویراست نخست کتاب خود نامی از زنان هنرمند نمی‌برد؛ ولی در ویراست‌های جدیدتر آثار جنسن، گاردنر و هارت نام شمار زیادی از زنان هنرمند ذکر شده‌است. به هر حال این نکته هنوز به قوت خود باقی است که زنان به شکل سنجیده و برنامه‌ریزی شده‌ای از صحنه حذف شده‌اند.
در دسامبر ۱۹۷۶ ان ساترلند هریس و لیندا ناکلین یک نمایشگاه با عنوان «زنان هنرمند» در موزه هنر لس آنجلس برگزار کردند و آثار زنان در میان سال‌های ۱۵۵۰ تا ۱۹۵۰ را به نمایش گذاشتند. این نمایشگاه تأثیر مهمی بر کشف دوباره الگوهای تاریخی زنان هنرمند، همچون آرتمیزیا جنتیلسکی (۱۵۹۳–۱۶۵۱)، پائولا مدرسون بکر (۱۸۷۶–۱۹۰۷) و فریدا کالو (۱۹۰۷–۱۹۵۴) گذاشت.
یکی از نخستین آثار هنر فمینیستی که در دنیا بسیار مطرح شد، چیدمان میهمانی شام (۱۹۷۹) اثر جودی شیکاگو بود که مورد توجه منتقدان بسیاری قرار گرفت. این اثر عظیم (اندازهٔ یک اتاق) یادبودی برای دستاوردها و کشاکش‌های زنان در طول تاریخ است. البته این اثر هنگامی آفریده شد که هنر فمینیستی پیشینه و تاریخ قابل توجهی یافته بود. البته اثر دیگر شیکاگو با نام خانه زنان که قبل از ضیافت شام انجام شد و به همکاری میریام شاپیرو بود اذهان را آماده تحولات جدید در دنیای هنر کرد.
در سال ۱۹۷۰ شیکاگو نخستین برنامه آموزشی هنر فمینیستی را در دانشگاه ایالتی کالیفرنیا با هدف آموزش هنرجویان زن و تسهیل ورود آنان به دنیای هنر برگزار کرد. فیلم «جودی شیکاگو و دختران کالیفرنیا» نیز دربارهٔ همین پروژه توسط جودیث دَنکاف در سال ۱۹۷۱ ساخته شده‌است. شیکاگو تا سال ۱۹۷۳ تدریس این برنامه را برعهده داشت.
یکی از آثار برجسته هنر فمینیستی سند پس از زایمان نام دارد که اثر مری کلی در سال‌های ۱۹۷۳ تا ۱۹۷۹ است. این اثر از لوح سنگی و صمغ است و رابطه یک مادر و فرزندش، نزدیکی اولیه آن‌ها و جداشدن اجباری‌شان را نشان می‌دهد.
اثر بدون عنوان سیندی شرمن نیز گوشه دیگری از این جنبش را نشان می‌دهد. در این اثر، خود سیندی شرمن در قالب یک مانکن مُد با لباسی ناراحت و با حالتی گرفته و عصبی ظاهر شده‌است و جنبه منفی دنیای فریبنده مد را به نمایش می‌گذارد.
از زنان برجسته این جنبش می‌توان به لی کرزنر، جودی شیکاگو، سوفی کال، مارینا آبراموویچ، گیلیان ویرینگ، راینکه دیکسترا، کاسیما وون بونین، مونا حاتوم، ماگدالنا یتلووا، ایجا لیسا آتیلا، و گروه مشهور گریلا گرلز (دختران پارتیزان) اشاره کرد.
در جنبش هنری هنر سیاهان، زنان آفریقایی‌تبار در دهه ۱۹۸۰ رویکرد تندتری داشتند. این هنرمندان به وضعیت دو وجهی و دوگانه زن بودن و سیاه‌پوست بودن می‌پرداختند. از هنرمندان به‌نام این جنبش می‌توان به آدریان پایپر، فیث رینگولد، بتی سار و دخترش آلیسون سار اشاره کرد.